# Katra
Katra è una città dell'India di 7.569 abitanti, situata nel distretto di Udhampur, nel territorio del Jammu e Kashmir. In base al numero di abitanti la città rientra nella classe V (da 5.000 a 9.999 persone).

## Geografia fisica
La città è situata a 32° 58' 60 N e 74° 57' 0 E e ha un'altitudine di 753 m s.l.m..

## Società

### Evoluzione demografica
Al censimento del 2001 la popolazione di Katra assommava a 7.569 persone, delle quali 4.027 maschi e 3.542 femmine. I bambini di età inferiore o uguale ai sei anni assommavano a 900, dei quali 484 maschi e 416 femmine. Infine, coloro che erano in grado di saper almeno leggere e scrivere erano 5.302, dei quali 3.014 maschi e 2.288 femmine.